# The General's Daughter (telenovela)
The General's Daughter é uma telenovela filipina produzida por Dreamscape que estreou na ABS-CBN em 21 de janeiro de 2019, substituindo Ngayon at Kailanman. Foi encerrado em 4 de outubro de 2019 com um total de 178 episódios.
Protagonizada por Angel Locsin, JC de Vera e Paulo Avelino, antagonizada por Tirso Cruz III, Janice de Belen e Ryza Cenon, e com atuaçãoes estelares de Maricel Soriano, Albert Martinez, Eula Valdez e Arjo Atayde.

## Elenco
- Angel Locsin[1] – Rhian Bonifacio
- Maricel Soriano[1] – Isabel Sarmiento
- JC de Vera[2] – Ethan del Fierro
- Paulo Avelino – Franco Segismundo
- Arjo Atayde[3] – Elai Sarmiento
- Ryza Cenon[1] – Jessie de Leon
- Tirso Cruz III – Santiago "Tiago" Guerrero
- Albert Martinez – Marcial de Leon
- Eula Valdez[1] – Corazon de Leon
- Janice de Belen[1] – Amelia Guerrero
- Loisa Andalio[4] – Claire del Fierro
- Ronnie Alonte[4] – Ivan Cañega

## Exibição
| País/Região      | Emissora | Data de estréia       | Data de final        | Título                 |
| ---------------- | -------- | --------------------- | -------------------- | ---------------------- |
| Filipinas        | ABS-CBN  | 21 de janeiro de 2019 | 4 de outubro de 2019 | The General's Daughter |
| Estados Unidos   | TFC      | janeiro de 2019       | outubro de 2019      | The General's Daughter |
| Canadá           | TFC      | janeiro de 2019       | outubro de 2019      | The General's Daughter |
| Japão            | TFC      | janeiro de 2019       | outubro de 2019      | The General's Daughter |
| Taiwan           | TFC      | janeiro de 2019       | outubro de 2019      | The General's Daughter |
| Hong Kong        | TFC      | janeiro de 2019       | outubro de 2019      | The General's Daughter |
| Malásia          | TFC      | janeiro de 2019       | outubro de 2019      | The General's Daughter |
| Indonésia        | TFC      | janeiro de 2019       | outubro de 2019      | The General's Daughter |
| Singapura        | TFC      | janeiro de 2019       | outubro de 2019      | The General's Daughter |
| Papua-Nova Guiné | TFC      | janeiro de 2019       | outubro de 2019      | The General's Daughter |
| Austrália        | TFC      | janeiro de 2019       | outubro de 2019      | The General's Daughter |
| Nova Zelândia    | TFC      | janeiro de 2019       | outubro de 2019      | The General's Daughter |
| Europa           | TFC      | janeiro de 2019       | outubro de 2019      | The General's Daughter |
| Médio Oriente    | TFC      | janeiro de 2019       | outubro de 2019      | The General's Daughter |